# 제임스 S. A. 코리
제임스 S. A. 코리(영어: James S. A. Corey)는 미국의 SF 소설가 대니얼 에이브러햄(Daniel Abraham)과 타이 프랭크(Ty Franck) 콤비의 필명이다. '제임스'와 '코리'는 각각 두 사람의 가운데 이름이고, S. A.는 에이브러햄 딸 이름의 머리글자다. 두 사람은 이 이름으로, 로커스상 등을 수상하고 TV 드라마화된 SF 소설 시리즈 《익스팬스》를 써냈다.

## 저작
| 연도 | 제목          | 원제            | 비고         |
| ---- | ------------- | --------------- | ------------ |
| 2011 | 깨어난 괴물   | Leviathan Wakes | 익스팬스 1편 |
| 2012 | 칼리반의 전쟁 | Caliban's War   | 익스팬스 2편 |
| 2013 | 파멸의 문     | Abaddon's Gate  | 익스팬스 3편 |
| 2014 |               | Cibola Burn     |              |
| 2015 |               | Nemesis Games   |              |
| 2016 |               | Babylon's Ashes |              |